# Euxoa rumelica
Euxoa rumelica là một loài bướm đêm trong họ Noctuidae.